# Konstantin Wecker

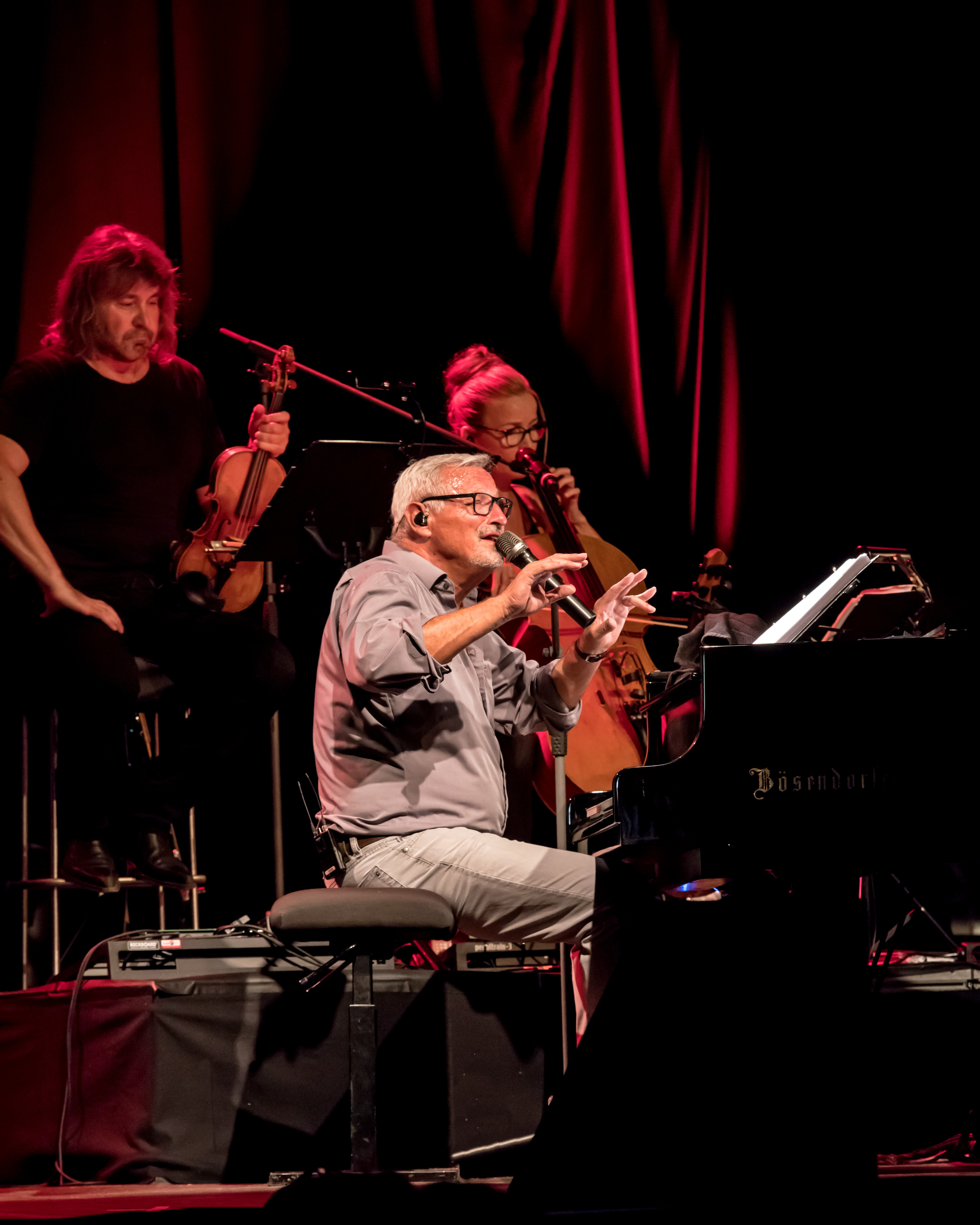
Konstantin Wecker Zelt-Musik-Festival 2017 Freiburg, Duitsland

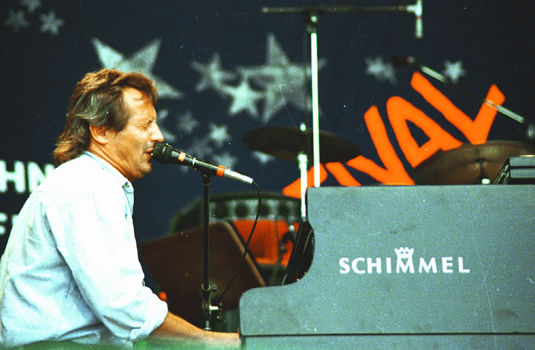
Konstantin Wecker tijdens een optreden in 1986

Konstantin Alexander Wecker (München, 1 juni 1947) is een Duitse zanger die opvalt door zijn klassiek geschoolde stem en zijn bevlogen teksten. Ich singe, weil ich ein Lied habe. Nicht, weil es euch gefällt. typeert eigenlijk zijn hele leven. Zijn liederen zijn intens en maatschappelijk bewogen.
Hij maakte in 1973 zijn eerste LP en zijn grote doorbraak kwam in 1977 met Genug ist nicht genug. Daarna volgden nog meer dan veertig albums.
In de jaren tachtig en opnieuw in de jaren negentig had Wecker problemen met drugs, met name cocaïne. De verwerking van deze problemen heeft een aantal prachtige nummers opgeleverd, maar deed hem ook een deel van zijn trouwe schare fans verliezen.
Konstantin Wecker produceert nog steeds cd's en geeft regelmatig concerten. Daarnaast toonde hij zich - samen met Hannes Wader en Reinhard Mey - een uitgesproken tegenstander van de oorlog in Irak; iets dat hem in Duitsland niet in dank werd afgenomen. Zijn concerten worden regelmatig verstoord door rechts-extremistische groeperingen. In maart 2006 werd hierom zelfs een concert afgezegd.
Konstantin Wecker schrijft ook boeken en filmmuziek en hij treedt regelmatig als acteur op in films. Opvallend genoeg was hij in de jaren 70 te zien in enkele Tiroler seksfilms, zoals in 1973 Der Ostfriesen Report waarin hij een (overigens niet naakte) bijrol speelde (een van de bruiloftsgasten in de film, die zich voorstelt als Hinnerk, ich bin der freundlichem Herr von der Brandisia Feuerversicherung.
Enkele albums: Genug ist nicht genug, Ich lebe immer am Strand, Live, Live in München, Inwendig Warm, Uferlos, Vaterland, Am Flussufer, Politische Lieder (2006), Wieder dahoam - Live in Austria, Brecht.